# Klooster van Longovarda
Het Klooster van Longovarda (Grieks: Μονή Λογγοβάρδας) is een Oosters-orthodox mannenklooster gelegen op het eiland Paros in de Cycladen, Griekenland. Het is gewijd aan Maria onder de titel Panagia Zoodochos Pigi ("Levenschenkende Bron") en wordt beschouwd als een van de belangrijkste spirituele centra van de orthodoxe kerk in de regio.

## Geschiedenis
Het klooster werd gesticht in 1638 door de monnik Christoforos Palaiologos, afkomstig uit Naoussa. In 1652 kreeg het de status van patriarchaal en stavropégisch klooster. De hoofdkerk (katholikon) werd voltooid in 1657.
Tijdens de 19e eeuw kende het klooster een bloeiperiode onder leiding van de monniken Philotheos' en Hierotheos, afkomstig van het klooster Zoodochos Pigi op Poros. Tijdens de Tweede Wereldoorlog speelden de monniken een humanitaire rol door voedsel en onderdak te bieden aan de lokale bevolking en geallieerde soldaten.

## Architectuur
Het klooster is gebouwd in byzantijnse stijl met typische cycladische elementen, zoals witte muren en eenvoudige lijnen. Het katholikon bevat fresco’s uit de 17e eeuw en waardevolle iconen. De kloosterbibliotheek herbergt zeldzame manuscripten, waaronder het handschrift MS 37 uit de 19e eeuw.

## Monastiek leven
Het klooster is uitsluitend voor mannen en telt ongeveer tien monniken. Sinds 2001 staat het onder leiding van archimandriet Chrysostomos Pichos. Er is een atelier voor hagiografie en een hospitium voor bezoekers.

## Toegang en bezoek

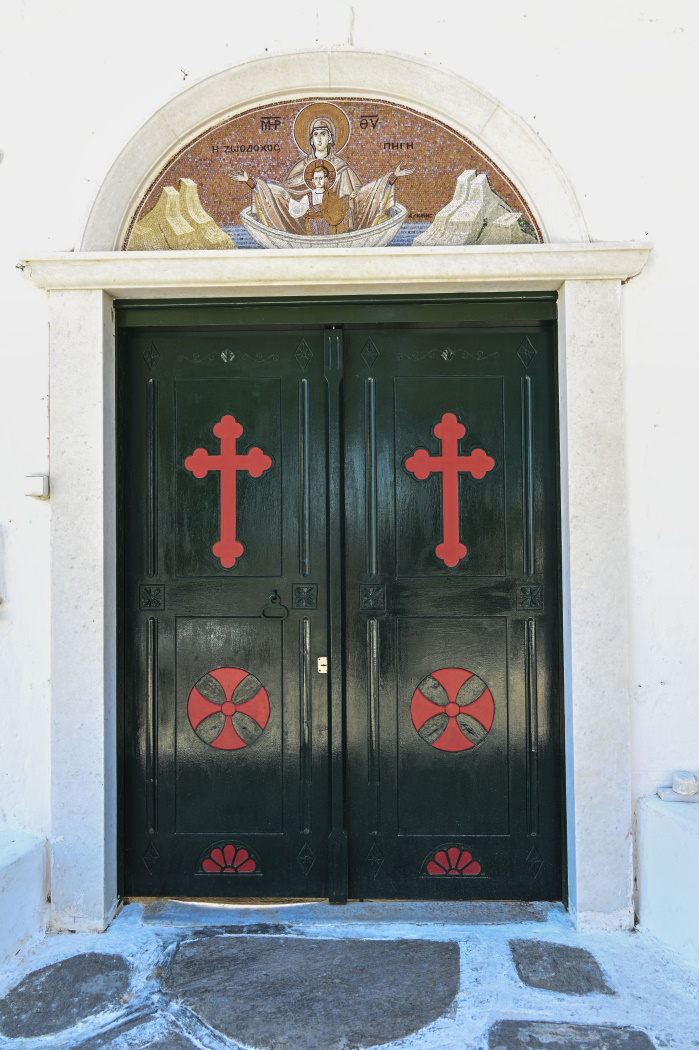
Toegangspoort van het klooster.

Het klooster ligt ongeveer 5 km ten noordoosten van Parikia en is bereikbaar via de weg naar Naoussa. Bezoek is enkel toegestaan voor mannen, en gepaste kleding is vereist. Het klooster is 's ochtends geopend.

## Religieuze viering
De belangrijkste feestdag vindt plaats op de vrijdag van de Heldere Week (de week na Pasen), ter ere van de Panagia Zoodochos Pigi.